# أبواب الشمس: الجزائر إلى الأبد
أبواب الشمس فيلم أكشن جزائري إخراج جون-مارك مينيو، بطولة زكريا رمضان، أصدر سنة 2015.
تدور أحداثه حول رجل مخابرات جزائري يعمل على التصدي لعدوان خارجي، بدخوله كعنصر من أفراد عصابة من أجل اكتشاف الرأس المدبر لها والتي تخطط لضرب البلاد وشعبها.

## الحبكة
في الذكرى السنوية الخمسين لاستقلالها، الجزائر تواجه خطر قد يفتح جروحها العميقة. عدو يتآمر في الخفاء ويخطط لضرب مسلح وخطير ضد الأراضي الجزائرية. عميل سري، والذي صادف أن يكون أخصائي فنون الدفاع عن النفس، يقوم بكل ما يلزم للدفاع عن الجزائر، فضلا عن تدمير هذه المنظمة المكيدة.

## الطاقم

### الممثلون
بطولة:
- زكريا رمضان في دور "جواد"
- صوفيا كونيناف في دور "لينا"
- إسماعيل فيروز في دور "سليمان"
- لوري باستر في دور "سانيا"
- مايك تايسون
- أحمد بنعيسى في دور "محمد"
- عثمان بن داوود في دور "أشرف"
- المهدي تهمي في دور "عبدل"
- حسان بن زراري

## وصلات خارجية
- أبواب الشمس: الجزائر إلى الأبد على موقع IMDb (الإنجليزية)
- أبواب الشمس: الجزائر إلى الأبد على موقع ألو سيني (الفرنسية)
- أبواب الشمس: الجزائر إلى الأبد على موقع فيلمافينيتي (الإسبانية)
- أبواب الشمس: الجزائر إلى الأبد على موقع قاعدة بيانات الفيلم (الإنجليزية)
- أبواب الشمس: الجزائر إلى الأبد على موقع ليتربوكسد (الإنجليزية)
- أبواب الشمس: الجزائر إلى الأبد على موقع كينوبويسك (الروسية)

- صفحة الفيسبوك الرسمية
- قناة اليوتوب الرسمية